# Ribes quercetorum
Ribes quercetorum är en ripsväxtart som beskrevs av Edward Lee Greene. Ribes quercetorum ingår i släktet ripsar, och familjen ripsväxter. Inga underarter finns listade i Catalogue of Life.